# Oceanco
Oceanco est une entreprise de chantier naval Néerlandaise située à Alblasserdam, qui possède des bureaux de vente et marketing à Monaco.
L'entreprise se spécialise dans la conception et la construction de grands yachts sur mesure, en particulier ceux dépassant les 80 m de longueur (on parle alors de megayachts).
Fondée en 1990, la société a notamment produit comme yachts de luxe l'Indian Empress (95 m), le Seven Seas (86,1 m), le Vibrant Curiosity (en) (85 m) ou encore l'Alfa Nero (82 m).
En août 2025, il a été officiellement annoncé que Gabe Newell, co-fondateur de Valve Corporation et figure emblématique du monde du jeu vidéo, est le nouveau propriétaire d’Oceanco.

## Principales réalisations
Yachts d'une longueur supérieure à 60 mètres.
| - Koru (127 m, 2022) - Infinity (en) (117 m, 2022) - Kaos (110 m, 2017) - Bravo Eugenia (en) (109 m, 2019) - Seven Seas (109 m, 2022) - Black Pearl (106 m, 2017) - Indian Empress (95 m, 2000) - Tranquility (en) (91,5 m, 2014) - Dar (en) (90 m, 2018) - DreaMBoat (90 m, 2019) - Nirvana (88,5 m, 2012) - Samsara (en) (88,5 m, 2015) - Nirvana (89 m, 2012) - Barbara (88,5 m, 2017 |  | - Man of Steel (86 m, 2010) - Sunrays (en) (86 m, 2010) - Amore Vero (86 m, 2013) - Vibrant Curiosity (en) (85,5 m, 2009) - Alfa Nero (82 m, 2007) - Constellation (80 m, 1999) - Yasmine of The Sea (en) (80 m, 2001) - Aalto (en) (80 m, 2006) - Anastasia (en) (75,3 m, 2008) - Latita (66 m, 2005) - ex Ona, Dilbar - Lady Lola (63 m, 2002) - Lady Christina (62 m, 2005) - Pegasus (60 m, 2004) |

## Galerie photo

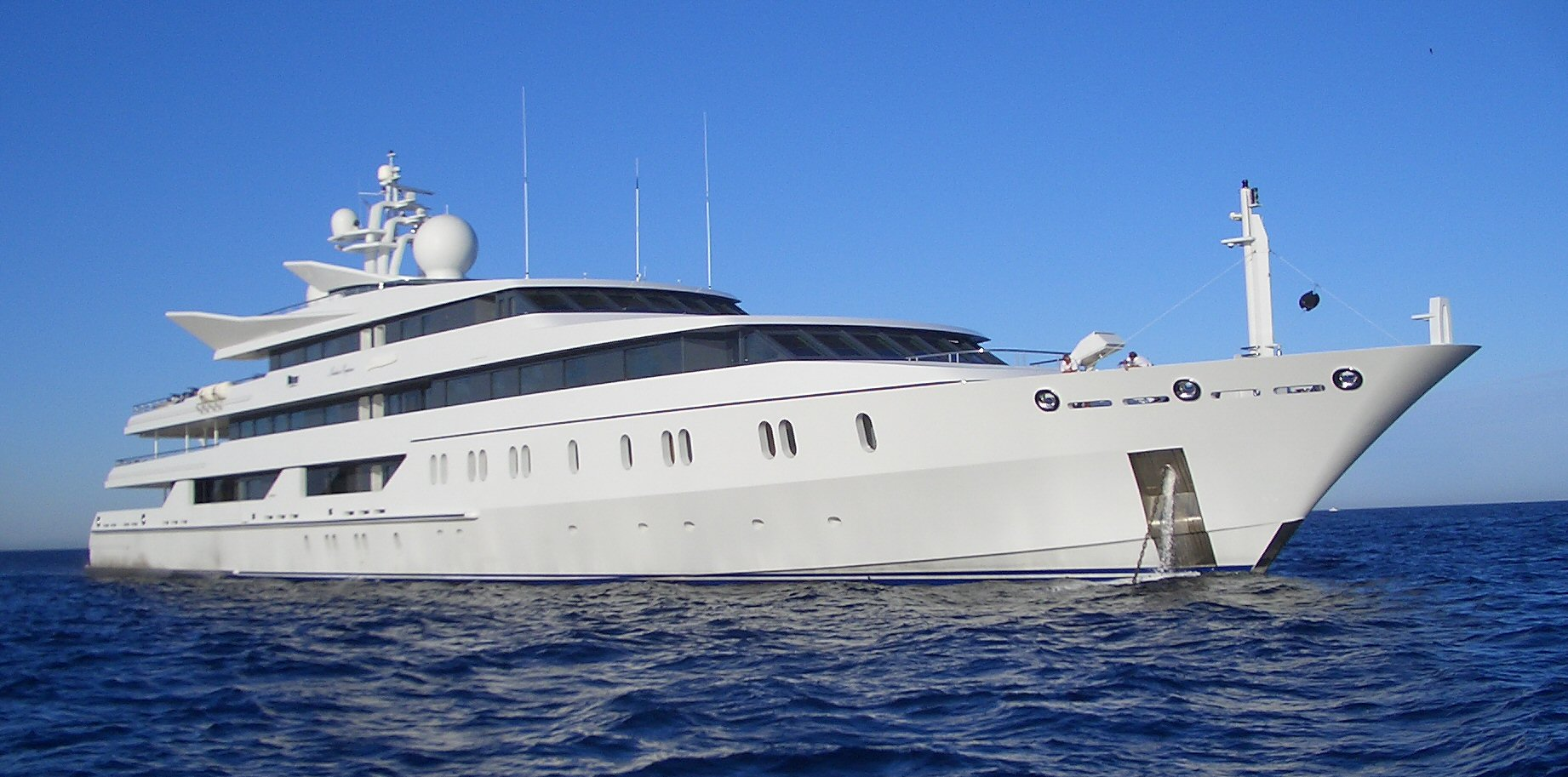
L'Indian Empress (95 m)
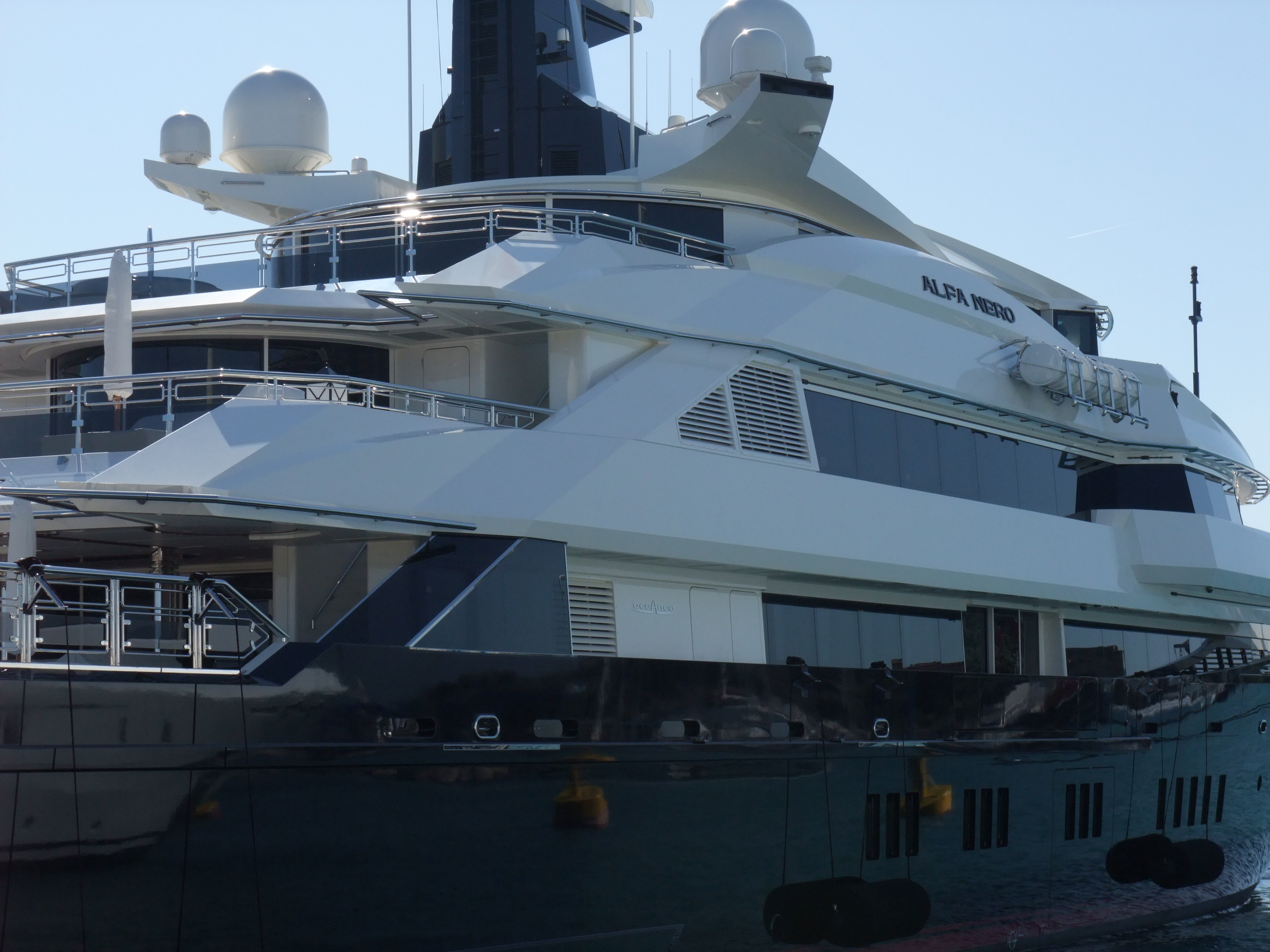
L'Alfa Nero (82 m)
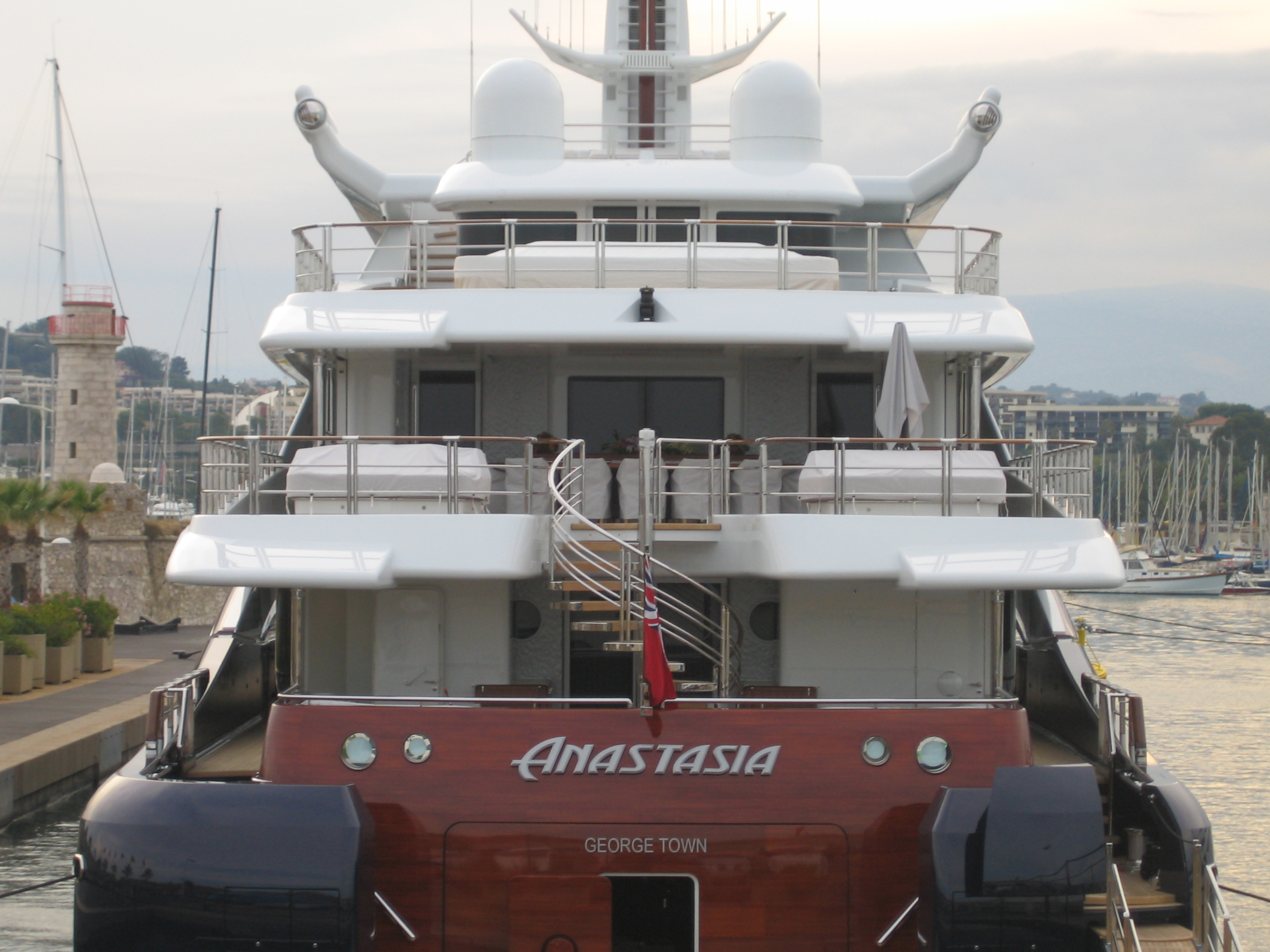
L'Anastasia (76 m)
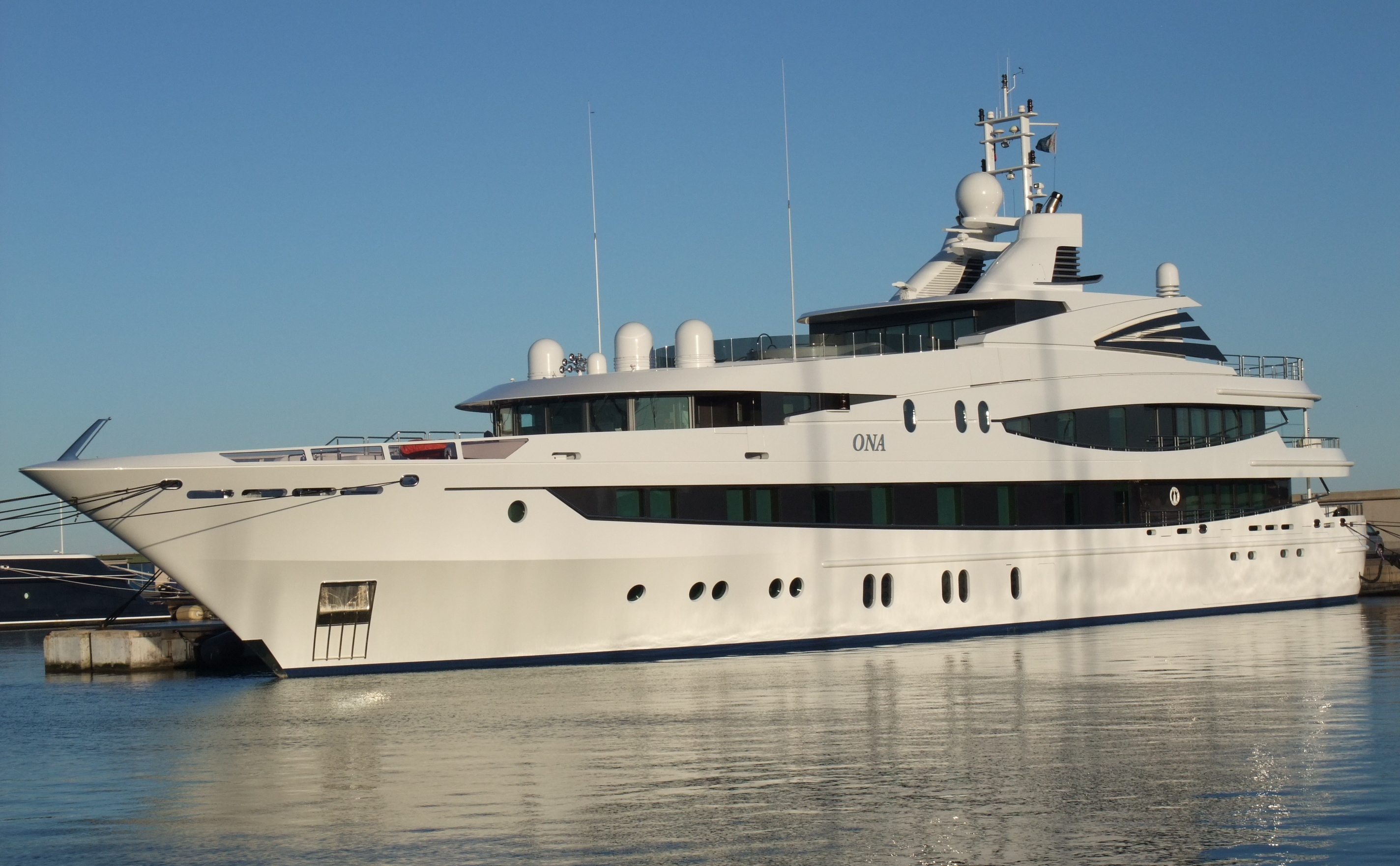
L'Ona (66 m)

## Liens
- Site officiel